# XL Foods
XL Foods Inc. est une entreprise canadienne de conditionnement de la viande (en) et filiale de la société canadienne Nilsson Brothers Inc. dont le siège social se trouve à Edmonton en Alberta. En 2012, son exploitation a été arrêtée lorsque des E. coli sont découverts dans la viande de bœuf qu'elle traite.

## Histoire
XL Foods est au départ un ensemble de ranchs, de parcs d'engraissement et de meuneries. Avec les années, elle croît et devient l'une des plus importantes sociétés de conditionnement de la viande de l'Ouest canadien. Le 22 novembre 1998, la société Nilsson Bros. obtient les accords commerciaux nécessaires pour acquérir à la fois les usines et la marque de commerce de XL Foods. En 2009, XL Foods achète la société Lakeside Packers de la société américaine Tyson Foods, profitant d'une grève sévère qui a perduré pendant presque toute l'année 2005 après que les employés aient joint le syndicat des Travailleurs unis de l'alimentation et du commerce.
La Lakeside Packers Division de XL Foods, deuxième plus importante usine de conditionnement de la viande de bœuf au Canada, est située à l'ouest de la ville de Brooks en Alberta dans le comté de Newell. C'est le plus important employeur de Brooks, embauchant plus de 2 200 personnes en 2012.
Les activités de XL Foods sont temporairement suspendues le 27 septembre 2012 par l'Agence canadienne d'inspection des aliments (ACIA) lorsque des E. coli sont découverts dans la viande conditionnée par l'usine XL Lakeside. Selon des responsables américains et l'ACIA, les procédures à l'usine ne sont pas suffisamment rigoureuses pour protéger les consommateurs d'une contamination à l'E. coli. L'apparition de E. coli coïncide avec une augmentation de la production. À ce moment, l'usine traite entre 2 000 et 5 000 animaux par jour,, ce qui représente environ le tiers du volume canadien d'abattage des bœufs.
Le 18 octobre 2012, un communiqué de presse indique que l'exploitation de l'usine XL Lakeside serait reprise par JBS USA pour une durée de 60 jours assortie d'une option prioritaire sur l'acquisition des installations canadiennes et américaines de XL Foods. Le 23 octobre, l'usine reprend ses activités.